# Municipio de Tennessee (Arkansas)
El municipio de Tennessee (en inglés: Tennessee Township) es un municipio ubicado en el condado de Grant en el estado estadounidense de Arkansas. En el año 2010 tenía una población de 761 habitantes y una densidad poblacional de 4,24 personas por km².

## Geografía
El municipio de Tennessee se encuentra ubicado en las coordenadas 34°12′32″N 92°36′23″O / 34.20889, -92.60639. Según la Oficina del Censo de los Estados Unidos, el municipio tiene una superficie total de 179.59 km², de la cual 178,55 km² corresponden a tierra firme y (0,58 %) 1,05 km² es agua.

## Demografía
Según el censo de 2010, había 761 personas residiendo en el municipio de Tennessee. La densidad de población era de 4,24 hab./km². De los 761 habitantes, el municipio de Tennessee estaba compuesto por el 82,65 % blancos, el 1,58 % eran afroamericanos, el 0,79 % eran amerindios, el 12,48 % eran de otras razas y el 2,5 % eran de una mezcla de razas. Del total de la población el 16,29 % eran hispanos o latinos de cualquier raza.